# Damaliscus pygargus
Il damalisco dalla fronte bianca (Damaliscus pygargus (Pallas, 1767)), talvolta indicato anche con il vecchio nome di antilope pigarga, è un'antilope originaria dell'Africa meridionale strettamente imparentata con il damalisco comune (Damaliscus lunatus). Deve il nome scientifico alla caratteristica macchia bianca sulle natiche: pygargus, infatti, è la latinizzazione del termine greco pýgargos (πύγαργος), composto da pygí (πυγή), «natiche», «deretano», e argós (ἀργός), cioè «lucente», «bianco candido».

## Tassonomia
Gli studiosi suddividono la specie in due sottospecie:
- D. p. pygargus (Pallas, 1767), il bontebok, diffuso nel fynbos e nel Renosterveld della Provincia del Capo Occidentale;
- D. p. phillipsi Harper, 1939), il blesbok, presente nell'Highveld.

Lo status tassonomico di entrambe è da tempo oggetto di discussione tra i tassonomisti. In passato venivano entrambe considerate sottospecie del damalisco comune (D. lunatus) e in alcuni casi venivano riunite in una sola sottospecie. Esse sono infatti molto simili tra loro, sia nell'aspetto che dal punto di vista genetico.
Il nome di entrambe le sottospecie è di origine olandese: «bontebok» deriva da bont, «variopinto», e bok, «cervo» (cfr. l'inglese buck), e blesbok deriva da bles, «fiamma» (cfr. l'inglese blaze), e bok, con allusione alla caratteristica macchia bianca sul naso a forma di fiamma.

## Descrizione

### Dimensioni
Il damalisco dalla fronte bianca misura 140-160 cm di lunghezza e raggiunge un'altezza al garrese di 85-100 cm, per un peso di 65-80 kg nei maschi e di 55-70 kg nelle femmine; la coda è lunga 30-45 cm.

### Aspetto
È un'antilope dalla struttura compatta, con collo corto e testa sottile e allungata; le corna, semplici e a forma di lira, sono presenti in entrambi i sessi, pur essendo più sottili nelle femmine. Le due sottospecie differiscono tra loro per la colorazione: il bontebok ha il manto di un bel colore marrone intenso dai riflessi violacei, con muso, natiche, addome e «calzini» bianchi. La zona bianca facciale è generalmente ininterrotta, una caratteristica che lo distingue a prima vista dall'altra sottospecie, il blesbok, in cui tale macchia è quasi sempre spezzata da una fascia marrone estesa tra gli occhi. Oltre a questo, il blesbok si differenzia anche per il manto bruno-rossastro opaco, privo dei riflessi viola del bontebok, e per la colorazione di natiche e «calzini», marrone chiaro le prime e bianco sporco i secondi.

## Biologia

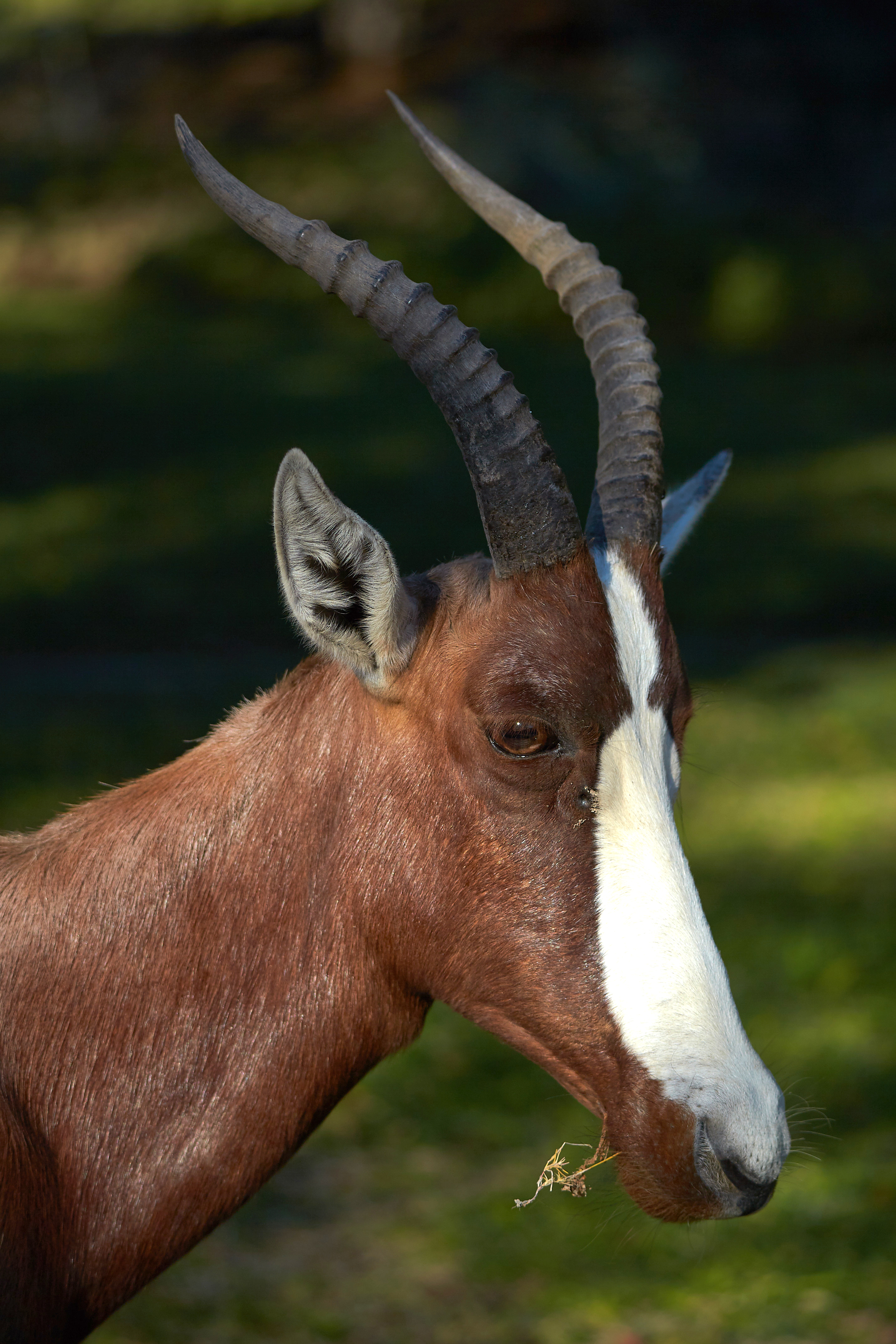
Primo piano di blesbok.

Sia il bontebok che il blesbok sono antilopi erbivore che trascorrono la giornata brucando l'erba bassa. Sono meno attivi durante le ore più calde di metà giornata, quando generalmente rimangono in gruppo rivolti verso il sole, spesso oscillando su e giù le teste abbassate.
Presso i bontebok, i gruppi di femmine con i piccoli occupano generalmente un territorio che varia da 4 a 28 ha. In ogni branco si trovano da 2 a 8 femmine adulte e la sua dimensione e composizione rimangono tendenzialmente costanti per molti mesi. I branchi di maschi sono molto più numerosi, possono raggiungere il centinaio di capi e comprendono animali di età variabile, con una preponderanza di giovani o subadulti e pochi individui adulti. Sono in genere società aperte, da cui in qualsiasi momento ogni animale può allontanarsi, oppure il gruppo può suddividersi in unità più piccole. A queste aggregazioni di maschi si uniscono a volte anche le femmine immature.
I branchi di maschi non hanno un territorio definito come quelli delle femmine: conducono una vita nomade, vagando per la zona senza bisogno di preoccuparsi dei confini territoriali. Non avendo territori da difendere, le bande di «scapoli» non si organizzano gerarchicamente e presentano una quasi assoluta mancanza di comportamento aggressivo; sembra che la coesistenza pacifica sia di regola.

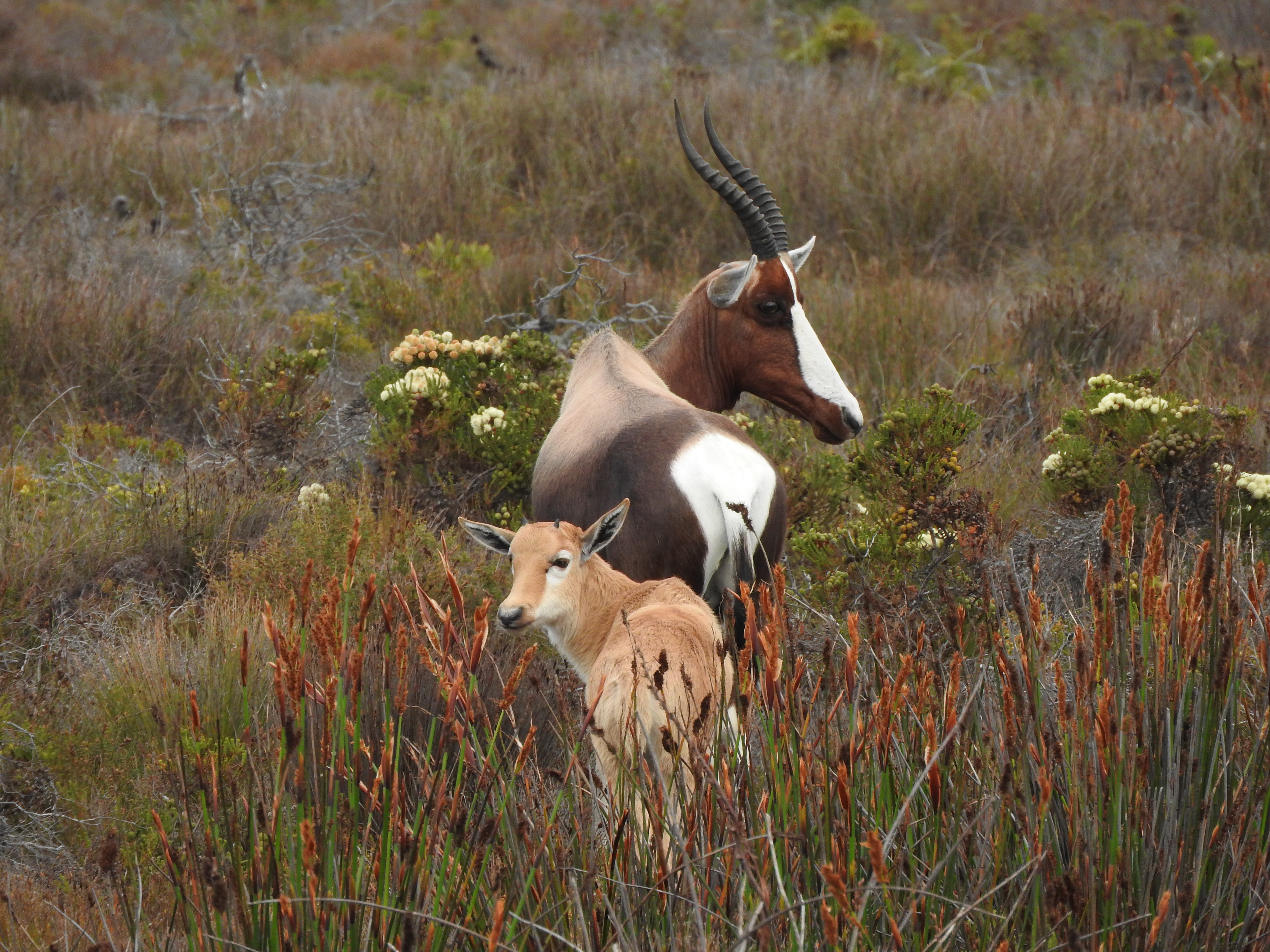
Femmina di bontebok con il piccolo.

Il maschio che ha stabilito il suo territorio, invece, difenderà attivamente il suo dominio, che è di varie centinaia di metri di diametro. Il bontebok conserva il suo territorio da un anno all'altro e il maschio residente affronta qualsiasi altro maschio che tenti di penetrarvi. Nel frattempo cerca di attirare il maggior numero possibile di femmine e di non lasciarle uscire dai confini. Durante il periodo degli amori, il maschio corteggia la femmina utilizzando varie posture e atteggiamenti, per esempio avvicinandosi con il collo e il muso allungati in avanti e paralleli al terreno, tenendo la coda sollevata e arricciata sopra il dorso e abbassando le orecchie. La femmina che è oggetto di queste attenzioni permette che il maschio le si avvicini e annusi la zona genitale per determinare se è in calore; poi si allontana di scatto, fermandosi dopo pochi metri. Nel corso di una giornata un maschio può eseguire numerosi controlli sulle femmine presenti nel suo harem, comprese quelle ancora sessualmente immature. Poiché questo comportamento continua durante tutto l'anno, anche se la stagione degli amori è limitata a 3 mesi, si è pensato che il continuo controllo serva al maschio per affermare la sua dominanza sessuale sulle femmine. Tale interpretazione è suffragata anche dal fatto che se una femmina cerca di allontanarsi dall'harem, il maschio la segue, assume la postura di corteggiamento e la annusa. Normalmente questo basta per farla tornare fra le sue compagne. La vigilanza da parte del maschio è molto importante perché la femmina di bontebok resta in estro per un periodo molto breve, 24 ore, e durante questo periodo può scegliere di accoppiarsi con qualsiasi maschio che incontra.
I bontebok maschi creano il loro territorio verso i 5 o 6 anni e lo marcano in vari modi: con cumuli di escrementi e deponendo la secrezione delle ghiandole preorbitali su ramoscelli e steli. Lasciano anche tracce di scavo: si piegano sulle zampe anteriori e «incornano» vigorosamente lo strato erboso. Se un altro maschio viene attirato dalla presenza delle femmine e cerca di entrare nel territorio, il maschio residente insegue l'intruso minacciandolo e lo costringe ad abbandonare la zona.

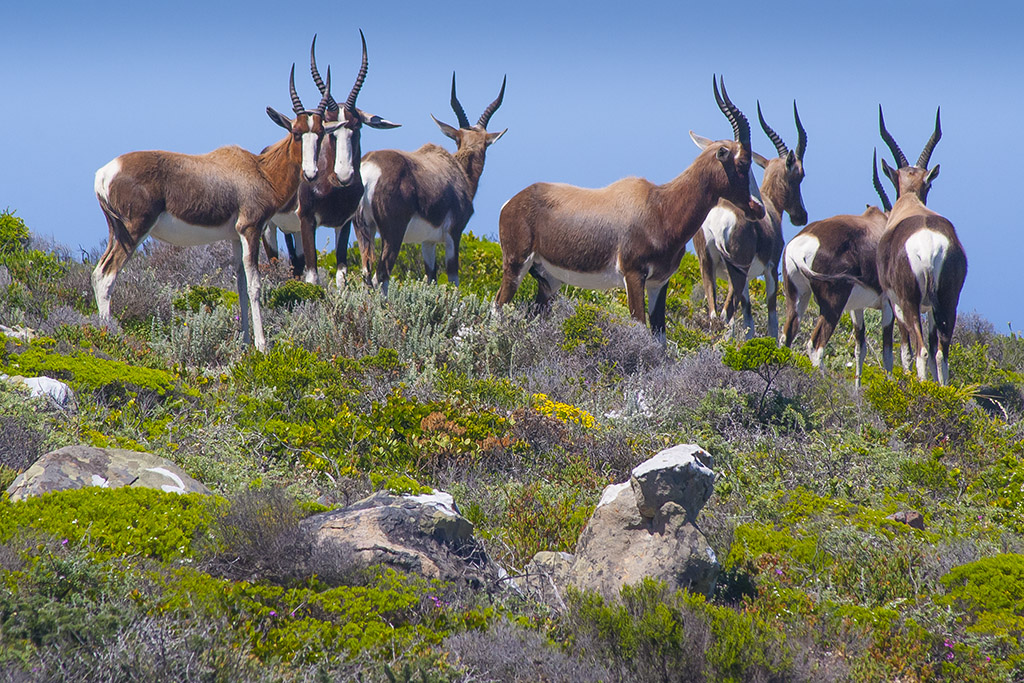
Un branco di bontebok.

Le relazioni fra detentori di territori confinanti consistono in serie quotidiane di minacce e ostentazioni di potenza effettuate mettendo in mostra la lunghezza delle corna. Sono stati registrati almeno 30 diversi tipi di comportamento territoriale e ogni sequenza di minaccia e ostentazione continua per una decina di minuti circa.
I blesbok hanno una struttura sociale simile a quella del bontebok, con poche differenze significative. I gruppi di femmine con i piccoli sono generalmente più numerosi, in quanto possono comprendere fino a 25 femmine, e i maschi adulti non stabiliscono territori in inverno e primavera. Durante questo periodo, corrispondente alla stagione fredda e secca, possono formarsi gruppi molto grandi di età mista che possono contare fino a 650 esemplari. Al fine di conservare energie preziose durante questo periodo di scarsità di cibo, questi animali riducono al minimo qualsiasi genere di attività.
I bontebok si accoppiano tra gennaio e marzo e i piccoli nascono in settembre e ottobre, mentre presso i blesbok il picco degli accoppiamenti si riscontra in aprile e la maggior parte dei piccoli nasce tra novembre e gennaio. In entrambe le sottospecie il periodo di gestazione è di otto mesi e i piccoli sono attivi e mobili entro un'ora o due dalla nascita. Le femmine raggiungono la maturità sessuale verso i due anni di età e possono vivere fino a 17 anni.

## Distribuzione e habitat
In passato l'areale del bontebok era limitato alla pianura costiera del Capo sud-occidentale, in Sudafrica, tra il Bot River (nei pressi di Hermanus) ad ovest e Mossel Bay ad est, ma è ora limitato al Bontebok National Park e a poche riserve e fattorie private della stessa zona. La popolazione più numerosa si trova nella riserva naturale di De Hoop, vicino Bredasdorp.
Originariamente il blesbok viveva nell'Highveld di Sudafrica, Swaziland e Lesotho, ma a causa della caccia scomparve da Swaziland e Lesotho prima del 1900 e in Sudafrica si ridusse notevolmente già a partire dalla fine del XIX secolo. Da allora, comunque, la popolazione è aumentata all'interno di fattorie private e riserve di caccia e questi animali sono stati introdotti in zone situate oltre i confini del suo areale originario (Namibia, Botswana e Zimbabwe), ma sempre all'interno di zone recintate.
Per quanto riguarda la scelta dell'habitat, il bontebok abita le pianure erbose costiere con vegetazione di fynbos, mentre il blesbok abita le praterie aperte dell'Highveld dell'Africa australe.

## Conservazione

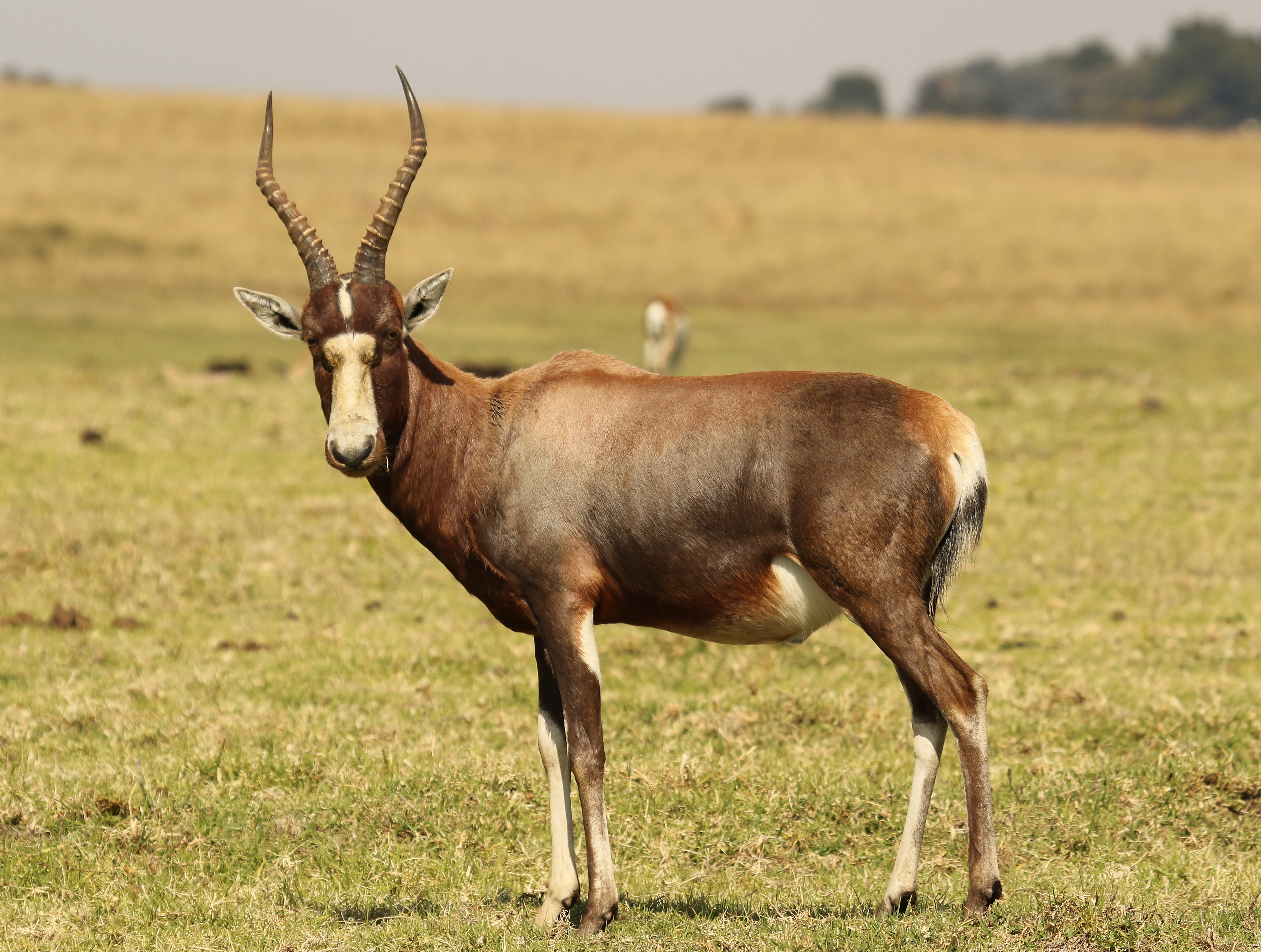
Un esemplare di blesbok.

Il blesbok è diffuso in riserve di caccia e in allevamenti in tutto il Sudafrica, anche se nel XIX secolo era quasi scomparso dal suo areale a causa della caccia indiscriminata. Il suo numero è nuovamente aumentato grazie ad alcuni proprietari terrieri che ne hanno vietato la caccia all'interno dei loro territori. Il bontebok è uno dei Ruminanti più rari dell'Africa meridionale ed è stato molte volte sull'orlo dell'estinzione. Dal 1931 la caccia indiscriminata ne ha decisamente ridotto il numero fino a 30 o 40 esemplari. Proprio quando sembrava che questa sottospecie stesse per scomparire, fu creato, in Sudafrica, il Bontebok National Park, vicino a Bredasdorp, nella Provincia del Capo, e vi furono trasferiti i pochi animali sopravvissuti i quali, al riparo dai cacciatori, si accoppiarono e aumentarono di numero. Nel 1960 fu organizzato un nuovo Bontebok National Park, che sostituiva il primo. Questo secondo, infatti, era situato vicino alla città di Swellendam, 70 km a nord di Bredasdorp, in una zona più ricca di pascoli, dove l'habitat era più adatto all'animale. La popolazione di bontebok, inizialmente limitata, aumentò fino al migliaio di esemplari in soli 10 anni. Da quando è stata attuata questa politica il bontebok non è più una specie minacciata di estinzione, anche se la sua diffusione è in verità assai limitata. Sebbene entrambe le sottospecie vengano ancora cacciate, il prelievo di animali è oggi regolamentato e la caccia non costituisce più una minaccia per la sopravvivenza della specie. Oggi il problema principale è l'ibridazione tra bontebok e blesbok, che, pur non minacciando l'esistenza della specie, potrebbe comportare la perdita di queste sottospecie distinte e uniche.
Sulla lista rossa della IUCN il damalisco dalla fronte bianca figura tra le «specie a rischio minimo» (Least Concern); tuttavia, passando al rango delle sottospecie, solo il blesbok è considerato a rischio minimo: il più raro bontebok, infatti, viene classificato come «vulnerabile» (Vulnerable). Quest'ultima sottospecie figura inoltre nell'Appendice II della CITES.